# 수지레스피아
수지레스피아(水枝레스피아, Suji Respia)는 대한민국 경기도 용인시에 있는 하수 처리 시설이다. 주요 시설이 지하에 설치되어 있으며, 지상에는 아르피아체육공원이 조성되어 있다.

## 참고 문헌
- “수지레스피아”. 용인시상하수도사업소.

## 같이 보기
- 아르피아체육공원